# چاما (کلرادو)
چاما (به انگلیسی: Chama) یک منطقهٔ مسکونی در ایالات متحده آمریکا است که در شهرستان کوستیا، کلرادو واقع شده‌است. چاما Approx٫۶۳ نفر جمعیت دارد و ۲٬۴۹۳ متر بالاتر از سطح دریا واقع شده‌است.